# Эзельское рыцарство

Карта острова Эзель (Сааремаа), 1798

Эзельское рыцарство (нем. Oeselsche Ritterschaft) — привилегированное сословие (дворянство) и самоуправляемая сословная корпорация острова Эзель (ныне — Сааремаа, Эстония) в основном состоявшая из остзейских немцев. 

## История и описание
Одна из четырёх корпораций остзейского дворянства (три другие — Эстляндское рыцарство, Курляндское рыцарство и Лифляндское рыцарство). Начиная с 1655 года главы рыцарских семей Эзеля выбирали себе капитана рыцарского сословия (риттершафтсгауптмана), который был независим от лифляндского риттершафтсгауптмана в Риге. 
После присоединения Прибалтики к Российской империи, остров Эзель был «понижен в статусе» и с 1745 года в административном отношении представлял собой Эзельский уезд Лифляндской губернии. Эзельским дворянством с тех пор руководил уездный предводитель дворянства (по-немецки именовавшийся ландмаршалом), стоявший ниже лифляндского губернского предводителя в Риге. 
Однако, эзельские дворяне по традиции считали себя отдельной рыцарской корпорацией, а своего ландмаршала (предводителя дворянства) равным по статусу рижскому предводителю. 
В дворянские книги (матрикулы) острова Эзеля заносились семьи, владевшие поместьями на острове и подавшие о занесении в книги особое прошение. Вплоть до 1917 года почти все землевладельцы Эзеля были по национальности либо немцами, либо германизированными выходцами из других частей Западной Европы. Среди немногих собственно русских семей, приобретших поместья на Эзеля за двести лет существования Российской империи были князья Горчаковы и Суворовы, графы Шуваловы, дворяне Беклешовы и Струковы. Два рода, записанные в матрикул Эзельского рыцарства, Гузковские и Шелига-Мержеевские, принадлежали к польскому дворянству. 
Представители многих эзельских семей на протяжении многих поколений делали карьеру в Российской императорской армии или на флоте, воевали за Россию во многих войнах, включая Первую мировую войну. Только в ходе анархии, последовавшей за Октябрьской революцией, остзейские немцы попытались создать на территории современных Эстонии и Латвии немецкое национальное государство — Балтийское герцогство, однако проиграли боевые действия эстонским и латышским войскам.
В 1920 году в Эстонии, в состав которой был включён Эзель, были отменены все привилегии дворянства, дворянские корпорации распущены, а земельные владения конфискованы. Это привело к массовой эмиграции дворянских семей в Германию. Последние дворянские семьи Эзеля выехали в Германию в 1939 году, уже после аннексии Прибалтики Советским Союзом. Согласно немецким данным, на счёт их выезда существовало специальное соглашение.

## Список семей Эзельского рыцарства
Семьи включённые в дворянские книги Эзельского рыцарства:
- Агте
- Адеркасы
- Адлерберги
- Баранофф
- Бартоломеи
- Беклешовы
- Беллингсгаузены
- Берги (две семьи)
- Брадке
- Брюммеры
- Брюнинги
- Будде
- Будденброки
- Буксгевдены
- Бурмейстеры
- Бэры
- Варденбурги
- Веймарны (Лидерс-Веймарны)
- Ветберги
- Вильбоа
- Вилькены
- Вольфы
- Вреде
- Гавели (нем.)
- Галены
- Ганы
- Ганцы
- Гартены (нем.)
- Гарриены (Гарреян-Гарриены[1])
- Геллеры
- Гельмерсены
- Гильденштуббе
- Гойнинген-Гюне
- Горчаковы
- Грассы[2]
- Гротенгельмы
- Гузковские
- Далены
- Данненштерны
- Деллингсгаузены
- Дерфельдены
- Дитмары
- Зассы
- Зенгбуши
- Кнорринги
- Кремеры
- Крефтинги
- Корфы
- Крейцы
- Криденеры
- Кубе
- Курсели
- Лагерштерна
- Лауренберги (Зеге фон Лауренберги)
- Левиз-оф-Менар
- Лепсы
- Ливены
- Лилиенфельды
- Лингены
- Лоде
- Людевиги
- Люце
- Миквицы
- Моллеры
- Нолькены (Рейтерн-Нолькены)
- Остен-Сакены
- Палены
- Пальмы (нем.)
- Паткули
- Пауфлеры
- Пецы
- Пиллар фон Пильхау
- Поль
- Прейсы
- Радинги
- Рехенберги
- Редкенгофы
- Ремлингены
- Ререны
- Регекампфы
- Ренненкампфы
- Рихтеры
- Рубуши
- Рунгены
- Самсон-фон-Гиммельшерна
- Старки
- Струковы
- Суворовы
- Тидебели
- Тизенгаузены
- Тойсы[3]
- Толь
- Тотлебены
- Транзе-Розенек
- Трейдены
- Тунцельманы
- Унгерн-Штернберги
- Фегезаки
- Фитингофы (Фитингоф-Шель)
- Флеминги
- Фрейманы
- Фрейтаг-Лорингофены
- Хове
- Цеге-фон-Мантейфели
- Цур-Милен
- Шелига-Мержеевские
- Шмидты
- Шерншанцы
- Штакельберги
- Штегелинги
- Шуваловы
- Шульманы
- Экеспарре
- Экки
- Эссены